# Giuseppe Pella
Giuseppe Pella (Valdengo, 18 de Abril de 1902 — Roma, 31 de Maio de 1981) foi um político italiano. Ocupou o cargo de primeiro-ministro da Itália entre 17 de Agosto de 1953 e 12 de Janeiro de 1954.

## Carreira
Foi ministro do Tesouro, Orçamento e dos Negócios Estrangeiros durante os anos 1950 e início dos anos 1960. Pella serviu como Presidente do Parlamento Europeu de 1954 a 1956 após a morte de Alcide De Gasperi.
Pella é amplamente considerado um dos políticos mais importantes da história do pós-guerra da Itália. Suas políticas econômicas e monetárias liberais influenciaram fortemente a reconstrução italiana e o subsequente milagre econômico italiano.